# Aneflomorpha linsleyae
Aneflomorpha linsleyae är en skalbaggsart som beskrevs av Chemsak 1962. Aneflomorpha linsleyae ingår i släktet Aneflomorpha och familjen långhorningar. Inga underarter finns listade i Catalogue of Life.